# Parafia Niepokalanego Serca Najświętszej Maryi Panny w Kąkolewie
Parafia pw. Niepokalanego Serca Najświętszej Maryi Panny w Kąkolewie – parafia rzymskokatolicka, znajdująca się w archidiecezji poznańskiej, w dekanacie grodziskim. Liczy ok. 900 wiernych. 

## Historia
Katolicy mieszkający w Kąkolewie i w okolicy przynależeli do parafii w Jabłonnie. Po II wojnie światowej zaczęli sprawować kult w kościele dotychczas należącym do gminy ewangelickiej. W 1956 roku utworzono ośrodek duszpasterski, a w 1974 roku właściwą parafię. Pierwszym proboszczem został mianowany ks. Julian Brodziak.

## Terytorium
- Albertowsko,
- Kąkolewo,
- Rojewo.

## Miejska kultu
- kościół Niepokalanego Serca Najświętszej Maryi Panny w Kąkolewie